# Canvi climàtic, els fets
Canvi climàtic, els fets (títol original en anglès, Climate Change – The Facts) és un documental britànic de 2019 presentat per David Attenborough que parla del canvi climàtic i les possibles solucions per contrarestar-lo. El programa d'una hora va fer el seu debut a la cadena britànica BBC One el 18 d'abril de 2019. S'ha doblat al català pel programa Nits sense ficció de TV3.

## Rebuda
La pel·lícula va obtenir elogis generals de la crítica per destacar els perills que es podrien presentar si no es fes prou per fer front al canvi climàtic. The Guardian ho va anomenar una "excitant crida a les armes", mentre que The Telegraph va descriure el títol com a "robust" i va elogiar l'ús d'Attenborough com a presentador: "En un moment en què el debat públic sembla ser cada vegada més histèric, és bo que es presenti alguna cosa en què poder confiar. I tots confiem en Attenborough".